# Friedrich Timm
Friedrich Carl August Timm (* 22. September 1895 in Güstrow; † 3. September 1985 in Göttingen) war ein deutscher Gerichtsmediziner und Hochschullehrer.

## Frühe Jahre
Der Kaufmannssohn schloss seine Schullaufbahn am Realgymnasium in Güstrow 1914 mit dem Notabitur ab und nahm danach als Kriegsfreiwilliger am Ersten Weltkrieg teil. Mehrfach ausgezeichnet nahm er nach Kriegsende im Jahr 1919 ein Chemiestudium an der Universität Rostock auf und setzte sein Studium ein Jahr später an der Universität Leipzig fort, wo er es 1922 abschloss. Danach war er von 1922 bis 1926 als wissenschaftlicher Assistent an der Universität Leipzig zunächst am Chemischen Institut und danach in der anorganischen und schließlich der organischen Abteilung tätig. Zwischenzeitlich hatte er 1924 zum Dr. phil. promoviert. Von 1926 bis 1930 absolvierte er an der Universität Leipzig ein Studium der Medizin, das er im Dezember 1930 abschloss. Timm promovierte zum Dr. med. und war am Institut für Gerichtsmedizin der Universität Leipzig bei Richard Kockel zunächst Assistent und dann Oberassistent. Im Juli 1932 habilitierte er sich für gerichtliche Medizin und naturwissenschaftliche Kriminalistik und wurde Privatdozent. Ab 1931 war Timm nebenamtlich als Gerichtsarzt in Leipzig tätig und übernahm nach Kockels Tod im Januar 1934 die Institutsleitung.
Timm war seit 1933 mit Irene, geborene Mothes, verheiratet. Das Paar hatte zwei Kinder.

## Zeit des Nationalsozialismus
Nach der Machtübergabe an die Nationalsozialisten wurde Timm im Mai 1933 Mitglied der NSDAP (Mitgliedsnummer 2.383.147). Des Weiteren trat er weiteren NS-Organisationen bei, u. a. dem NS-Ärztebund, dem NS-Lehrerbund, der NSV und dem NS-Dozentenbund. Von 1934 bis 1935 war er Luftschutzarzt in Leipzig, war danach Unterarzt der Reserve beim Heer der Wehrmacht und erreichte dort schließlich den Rang eines Oberarztes d. R.
Timm trat im Oktober 1938 kommissarisch die Nachfolge des an die Universität Breslau berufenen Gerichtsmediziners Gerhard Buhtz an der Anstalt für gerichtliche Medizin und naturwissenschaftliche Kriminalistik der Universität Jena an. Ende Dezember 1938 wurde er zum ordentlichen Professor für gerichtliche Medizin und naturwissenschaftliche Kriminalistik an der Universität Jena ernannt und übernahm dort zeitgleich die Leitung des Instituts für Gerichtsmedizin.
Timm betreute als Doktorvater 1940/41 die Dissertation des Buchenwalder Lagerarztes Erich Wagner mit dem Titel Ein Beitrag zur Tätowierungsfrage, die er mit den anderen Prüfern Felix Lommel, Wolfgang Lintzel und der Hautarzt Josef Hämel als „sehr gut“ bewertete. Für diese Arbeit wurden 800 tätowierte Buchenwaldhäftlinge nach Herkunft und Sozialverhalten untersucht. In der „Abteilung für Pathologie“ seien nach Aussage des Arztschreibers Eugen Kogon Hautexemplare präpariert und SS-Besuchern zur Schau gestellt worden.
Für den SS-Richter Konrad Morgen war Timm zudem 1943 als Obduzent in die Untersuchungen zu den Korruptions- und Mordanklagen um den Buchenwalder Lagerkommandanten Karl Otto Koch involviert.
Timm gehörte auch einer Kommission bestehend aus Gerichtsmedizinern an, die im Juli 1943 in der Sowjetunion die exhumierten Leichen des Massakers von Winniza untersucht hatten. Im Ergebnis unterzeichneten die Kommissionsmitglieder ein Protokoll, das die sowjetische Täterschaft für dieses Verbrechen feststellte.
Durch den Reichsforschungsrat wurde Timm am 1. September 1944 mit dem Kriegsverdienstkreuz II. Klasse ausgezeichnet.

## Nachkriegszeit
Nach Kriegsende wurde Timm in der Sowjetischen Besatzungszone aufgrund seiner NSDAP-Mitgliedschaft zum 15. Dezember 1945 von seinem Professorenamt entbunden. Im März 1946 wurde ihm jedoch durch den Präsidenten des Landes Thüringen die Institutsleitung übertragen, da er auf Weisung der sowjetischen Militäradministration wieder gerichtsmedizinisch tätig werden sollte.
Am 22. April 1947 wurde Timm durch sowjetische Militärpolizisten festgenommen. Wegen „Verleumdung der Sowjetunion“ wurde er durch das Sowjetische Militärtribunal in Dresden am 15. Juli 1947 zu einer zehnjährigen Haftstrafe verurteilt, da er 1943 der Expertenkommission zur Untersuchung der Massenmorde von Winniza angehört hatte. Timm hatte mit seiner Unterschrift bekundet, dass die in Winniza exhumierten Leichen NKWD-Opfer waren. Zunächst war Timm im Speziallager Sachsenhausen inhaftiert und wurde von dort 1950 in das Fort Zinna nach Torgau überstellt. Aufgrund der ärztlichen Versorgung von Mithäftlingen unter schwierigsten Bedingungen wurde er als „Engel von Fort Zinna“ verehrt. Timm wurde 1955 aus der Haft entlassen und zog nach Westdeutschland. Bei der Medizinischen Forschungsanstalt der Max-Planck-Gesellschaft in Göttingen erhielt er eine Gastprofessur und leitete dort später auch die Histochemie-Abteilung. Er wurde 1958 Honorarprofessor an der Universität Göttingen. Die Deutsche Gesellschaft für gerichtliche und soziale Medizin hatte Timm 1957 für den Bundesgesundheitsrat vorgeschlagen.
Seit September 1996 erinnert eine durch die Stiftung Sächsische Gedenkstätten mitfinanzierte Gedenktafel auf dem Friedhof Torgau an Timms Wirken in Fort Zinna. Nachdem bekannt wurde, dass Timm als Doktorvater die Dissertation des KZ-Arztes Erich Wagner zur Tätowierungsfrage betreut und mit sehr gut bewertet hatte, vergab die Stiftung Sächsische Gedenkstätten an das stiftungseigene Dokumentations- und Informationszentrum (DIZ) Torgau einen Forschungsauftrag zu Timms Vita. Die Bundesvereinigung Opfer der NS-Militärjustiz kritisiert, dass nicht eine neutrale Stelle zur Untersuchung von Timms NS-Vergangenheit eingesetzt wurde und bislang keine Entscheidung zur Entfernung der Gedenktafel gefallen ist.

## Schriften (Auswahl)
- Vergiftungen an Mensch und Tier nach eigenen Beobachtungen, Springer, Berlin 1930. Aus: Dt. Zeitschrift f. d. ges. gerichtl. Medizin. Bd. 18, H. 1 (zugl. Med. Dissertation an der Universität Leipzig)
- Zellmikrochemie der Schwermetallgifte, Leipzig 1932 (Med. Habilitationsschrift)